# Бахтіарово (Медведевський район)
Бахтіа́рово (рос. Бахтиарово, марій. Бахтияр) — присілок у складі Медведевського району Марій Ел, Росія. Входить до складу Азановського сільського поселення.

## Населення
Населення — 34 особи (2010; 42 у 2002).
Національний склад (станом на 2002 рік):
- лучні марійці — 93 %